# 克利夫蒂鎮區 (印地安納州巴塞洛繆縣)
克利夫蒂鎮區（英語：Clifty Township）是位於美國印地安納州巴塞洛繆縣的一個行政鎮區。

## 地方資料
根據2010年美國人口普查的數據，克利夫蒂鎮區的面積為60.00平方千米，當中陸地面積為60.00平方千米，而水域面積為0.00平方千米。當地共有人口1004人，而人口密度為每平方千米16.73人。